# 同德女子大學
同德女子大學（韓文：동덕여자대학교），創立於1950年，是韓國知名的女子高等學府，位於首爾特別市城北區，是一所綜合型私立女子大學。

## 簡介
同德女子大學創立於1950年5月，象徵木化(樹化)，創學理念為道義、真理、和協，道2005年以前大學學部學生為6924人，大學院(包括碩士.博士)614人，教授群為168位。（這是2005年的數據）

## 歷史
- 1950年5月趙東值營運的同德女子學團（동덕여학단），設置四年制大學有國文專業、商業學專業、家庭專業。
- 1952年單科大學改編邀請趙東值先生擔任。
- 1954年東大門區昌信洞遷移和翌年新設了藥學科。
- 1961年鍾路區寬勳洞遷移教師之後，1967年設置會話科、經營學科、食品營養專業。
- 1971年廢止初級大學增設了美術教育學專業、音樂教育學專業、體育教育學專業。
- 1972年增設服裝學專業。
- 1973年設置了國史教育學專業。
- 1980年大學院碩士課程設立（包括藥學專業、家庭學專業）。
- 1987年綜合大學升格。

## 著名校友
- IU李知恩
- 李憐惟：7公主的成員、偶像學校
- 金聖玲：7公主的成員
- 文藝媛
- 金韓拿 韓職起亞虎啦啦隊
- 李賽倫 女團fromis_9的隊長、偶像學校
- 方珉雅 女團Girl's Day的成員
- 金亞瑩 女團Girl's Day的成員
- 徐慧潾 女團EXID的成員
- 林娜榮 女團I.O.I與Pristin的隊長
- 徐玄振 韓國知名女演員
- 全汝彬
- 金亞中 韓國知名女演員
- 南相美
- 南寶拉
- 吳珠恩
- 孔賢珠
- 尹智敏
- 尹素怡
- 真熙
- 朴詩恩
- 朴奎利：前女團KARA隊長
- 朴善英
- 李水京
- 李英恩
- 李聖經：韓國知名模特、女演員
- 洪洙賢
- 趙胤熙
- 林珠銀
- 金孝珍
- 金晶和
- 黃智賢
- 明世彬
- 朴貞雅：前女团Jewelry队长
- 金玟善
- 李周妍：前女團After school成員
- 李佳恩：前女團After School成員、Produce 48
- 李詩英
- 金栽經：女團Rainbow隊長
- 鄭允慧：女團Rainbow成員
- 金保亨：女團SPICA成員
- 裴盧麗
- 崔允素
- 鄭幼珍
- 曺恩愛：女團SONAMOO成員
- 申知原：女團Berry Good成員
- EXY：女團宇宙少女队长
- 秀彬：女團宇宙少女成員,主唱
- 金珉炅：女團HINAPIA成員
- 姜京元：女團HINAPIA成員
- 全昭旻
- 千載寅：女團THE ARK成員
- 陸智譚：韓國說唱饒舌歌手
- 权娜拉：女團Hello venus成員
- 金珍希：女團Fiestar隊長
- 韓智恩
- 陳瑞妍
- 裕姝
- Lami